# Solfolene
Il solfolene, o butadiene solfone è un composto organico ciclico contenente un gruppo funzionale solfone. È un solido cristallino bianco e inodore, è conservabile indefinitamente, e si dissolve in acqua e diversi solventi organici. Il composto è usato come fonte di butadiene.

## Produzione
Il solfolene è formato dalla reazione cheletropica di butadiene e diossido di zolfo. Questa reazione è solitamente condotta all'interno di un contenitore autoclave. Sono aggiunte piccole dosi di idrochinone o pirogallolo per inibire la polimerizzazione del diene.  La reazione a temperatura ambiente procede nel corso di alcuni giorni, mentre a 130°C impiega solo 30 minuti. Una procedura analoga produce il solfone derivato dall'isoprene.

## Reazioni

### Reattività con acidi e basi
Il solfolene non è attaccato dagli acidi: può perfino essere ricristallizzato in acido nitrico concentrato.
In condizioni alcaline e in presenza di ossido di deuterio, i protoni nelle posizioni 2 e 5 vengono rapidamente sostituiti dal deuterio. Il cianuro di sodio catalizza questa reazione.

### Isomerizzazione in 2-solfolene
In presenza di una base o di un cianuro, il 3-solfolene si isomerizza in un equilibrio di 2-solfolene e 3-solfolene.
A 50°C l'equilibrio ottenuto contiene il 42% di 3-solfolene e il 58% di 2-solfolene. Scaldando la miscela di isomeri per diversi giorni a 100°C, è possibile isolare il 2-solfolene, più termodinamicamente stabile, come sostanza pura sottoforma di placche bianche (Tf = 48-49°C); questo per via della decomposizione del 3-solfolene a temperature superiori a 80°C.

### Idrogenazione
L'idrogenazione catalitica produce solfolano, un solvente utilizzato nell'industria petrolchimica per l'estrazione dei composti aromatici dagli altri idrocarburi. L'idrogenazione del 3-solfolene sul nickel Raney a circa 20bar e 60°C produce solfolano con una rendita fino al 65% per via dell'avvelenamento del catalizzatore causato da composti sulfurei.

### Alogenazione
Il 3-solfolene reagisce in soluzione acquosa col bromo, producendo 3,4-dibromotetroidrotiofene-1,1-diossido, che può essere deidroalogenato in tiofene-1,1-diossido tramite carbonato d'argento.
Il tiofene-1,1-diossido, specie molto reattiva, può essere prodotta anche tramite la formazione di 3,4-bis(dimetilammino)tetraidrotiofene-1,1-diossido con successiva doppia quaternizzazione con ioduro di metile, ed eliminazione di Hofmann con idrossido d'argento. Una sintesi meno complicata in due passaggi  consiste nella doppia deidrobromurazione del 3,4-dibromotetraidrotiofene-1,1-diossido con idrossido di sodio in polvere in tetraidrofurano (THF) o con potassio metallico disperso ultrasonicamente.

### Reazioni di Diels-Alder
Il 3-solfolene è principalmente usato come fonte di butadiene. La produzione in situ e l'immediato consumo dell'1,3-butadiene evitano in larga parte il contatto col butadiene, che è un gas a temperatura ambiente. Un impatto, oltre che sui costi, è dato dal diossido di zolfo che può indurre reazioni collaterali in sostanze sensibili agli acidi.
La reazione di Diels-Alder tra 1,3-butadiene e dienofili a bassa reattività richiede solitamente temperature superiori a 100°C per tempo prolungato. Queste procedure sono altrimenti piuttosto pericolose: se è usato il puro butadiene, sono richieste delle strumentazioni speciali per funzionare a pressioni elevate. Usando il solfolene non è previsto nessun incremento di pressione per via del butadiene: appena liberato, il diene viene immediatamente consumato nella cicloaddizione, e l'equilibrio della reazione reversibile agisce come "valvola di sicurezza" interna.
Il 3-solfolene reagisce con l'anidride maleica in xilene bollente producendo anidride cis-4-cicloesene-1,2-dicarbossilica, con rendite fino al 90%.
Il 3-solfolene reagisce anche con i dienofili in configurazioni trans (come il dietil fumarato) a 110°C con eliminazione di SO2 producendo trans-4-cicloesene-1,2-dicarbossil dietil estere con rendite del 66–73% .
Il 6,7-dibromo-1,4-epossi-1,4-diidronaftalene (6,7-dibromonaftalene-1,4-endossido, ottenibile tramite debromurazione dell'1,2,4,5-tetrabromobenzene con un equivalente di n-butillitio e una reazione di Diels-Alder in furano con una rendita del 70%) reagisce col 3-solfolene in xilene bollente producendo un addotto triciclico. Questo precursore produce, dopo un trattamento con acido perclorico, un dibromo diidroantracene, che è deidrogenato in un ultimo passaggio con 2,3-dicloro-5,6-diciano-1,4-benzochinone (DDQ) in 2,3-dibromoantracene.
L'1,3-butadiene reagisce col deidrobenzene (benzino, ottenuto tramite la decomposizione termica del benzenediazonio-2-carbossilato) in una reazione di Diels-Alder con una rendita del 9% di 1,4-diidronaftalene.

### 2- e 3-solfolene come dienofili
In presenza si dieni molto reattivi (come l'1,3-difenilisobenzofurano), il solfolene si comporta come un dienofilo e forma i corrispettivi addotti di Diels-Alder.
Nel 1938 Kurt Alder e colleghi scoprironogli addotti di Diels-Alder ottenuti dall'isomero 2-solfolene con 1,3-butadiene e 2-solfolene con ciclopentadiene.

### Altre cicloaddizioni
La reazione catalizzata da basi di 3-solfolene e diossido di carbonio a 3 bar di pressione produce acido 3-solfolene-3-carbossilico con rendita del 45%.
Col diazometano, il 3-solfolene forma un cicloaddotto 1,3-dipolare:

### Polimerizzazione
Nel 1935, H. Staudinger e colleghi scoprirono che la reazione tra butadiene e anidride solforosa a temperatura ambiente produce anche un secondo prodotto oltre al 3-solfolene. Questo secondo prodotto è un polimero solido amorfo. Tramite polimerizzazione a radicale libero del 3-solfolene in dietil etere contenente perossidi, fu ottenuto fino al 50% di poli-solfolene insolubile ad alta massa molecolare. Il polimero resiste alla degradazione di acido solforico e nitrico.
In seguenti studi, la polimerizzazione del 3-solfolene fu iniziata oltre i 100°C col radicale iniziatore azobis(isobutironitrile) (AIBN). Il 3-solfolene non copolimerizza con composti vinili. Al contrario, il 2-solfolene non omopolimerizza, ma forma copolimeri con composti vinili, come l'acrilonitrile e l'acetato di vinile.

### Il Solfolene come solvente riciclabile
La reversibilità della conversione del 3-solfolene in 1,3-butadiene e diossido di zolfo ne suggerisce un possibile uso come solvente dipolare aprotico riciclabile, sostituendo il dimetilsolfossido (DMSO), frequentemente usato ma difficile da separare e riciclare. La reazione tra azide di benzile e cianuro di acido toluensolfonico, avente come prodotto l'1-benzil-5-(4-toluensolfonil)tetrazolo, fu studiata come modello. La formazione del tetrazolo può anche essere svolta in un unico contenitore, senza isolare l'azide di benzile, portando a una rendita del 72%.
Dopo la reazione, il 3-solfolene usato come solvente può essere decomposto a 135°C rilasciando come gas il butadiene (T e = -4.4°C) e il diossido di zolfo (Te = -10.4°C) raccogliendoli in una trappola a freddo caricata con diossido di zolfo in eccesso a -76°C. Dopo aver aggiunto dell'idrochinone per inibire la polimerizzazione, si può riottenere il solfolene riscaldando a temperatura ambiente. È dubbio che il solfolene, con una fase liquida utile da 64° a un massimo di 100°C , possa sostituire il DMSO (facile da maneggiare, a basso costo e compatibile con l'ambiente) negli usi indistriali.

## Usi
Oltre che nei molteplici usi sintetici (vedi sopra), il solfolene trova impiego come additivo nella fluorurazione elettrochimica. Esso può incrementare la rendita di fluoruro di perfluoroottanosolfonile circa del 70%. In acido fluoridrico anidro, il solfolene è "altamente solubile e aumenta la conduttività della soluzione di elettroliti". In questa applicazione, il solfolene subisce un'apertura dell'anello e forma fluoruro di perfluorobutansolfonile.